# Wspólnota administracyjna Breitbrunn
Wspólnota administracyjna Breitbrunn – wspólnota administracyjna (niem. Verwaltungsgemeinschaft) w Niemczech, w kraju związkowym Bawaria, w rejencji Górna Bawaria, w regionie Südostoberbayern, w powiecie Rosenheim. Siedziba wspólnoty znajduje się w miejscowości Breitbrunn am Chiemsee.
Wspólnota administracyjna zrzesza trzy gminy wiejskie (Gemeinde): 
- Breitbrunn am Chiemsee, 1 479 mieszkańców, 8,12 km²
- Chiemsee, 304 mieszkańców, 2,57 km²
- Gstadt am Chiemsee, 1 369 mieszkańców, 10,70 km²